# Didier Ratsiraka
Didier Ratsiraka (Vatomandry, 4 de noviembre de 1936 - Antananarivo, 28 de marzo de 2021) fue un militar y político malgache. Presidió el país entre 1975 y 1993, y de nuevo entre 1997 y 2002.

## Biografía
Antes de ocupar la presidencia, entre 1972 y 1975 ocupó el cargo de ministro de Asuntos Exteriores durante el gobierno de Gabriel Ramanantsoa.
Conocido como el «Almirante Rojo», se hizo con el poder tras un golpe militar y en 1976 fundó el partido político Vanguardia de la Revolución Malgache (FNDR), de ideología socialista. El partido fue renombrado en 1989, convirtiéndose en AREMA —Andry sy Riana Enti-Manavotra an'i Madagasikara, «Pilar y estructura para la salvación de Madagascar»—. Su gobierno  concluyó en 1993, cuando perdió las elecciones presidenciales frente a Albert Zafy. Zafy fue destituido por el parlamento en 1996, y Ratsiraka consiguió su retorno al poder a comienzos de 1997, cuando ganó las elecciones presidenciales, como candidato de su partido, AREMA, frente a su rival Zafy y al antiguo primer ministro de este, Norbert Ratsirahonana, presidente en funciones desde la destitución de Zafy.
Ya en el 2001, sin embargo, la impopularidad de Ratsiraka se había generalizado.[cita requerida] En diciembre de ese año fue derrotado por el alcalde de Antananarivo Marc Ravalomanana en las elecciones presidenciales. Aunque las cifras oficiales del Ministerio del Interior malgache obligaban a la celebración de una segunda vuelta, los seguidores de Ravalomanana acusaron al gobierno de fraude, y Marc Ravalomanana se hizo proclamar presidente. El 22 de febrero de 2002, Ravalomanana celebró una ceremonia de investidura en un estadio de fútbol de Antananarivo, mientras que Ratsiraka celebró también su investidura como presidente en la ciudad costera de Toamasina, donde se había refugiado con su gobierno. El conflicto civil entre los dos presidentes rivales, que se extendió al ejército, se prolongó durante varios meses hasta que Ravalomanana consiguió consolidar su poder, mientras Ratsiraka perdía progresivamente sus apoyos. Entre la última semana de junio y la primera de julio, la Organización para la Unidad Africana y los gobiernos de los Estados Unidos y Francia, reconocieron finalmente a Ravalomanana como presidente. El 5 de julio de 2002, Ratsiraka huyó del país rumbo a las Seychelles, desde donde se trasladaría a Francia. Aceptó un diálogo sin ningún tipo de complacencia sobre su vida y su acción política con Cécile Lavrard Meyer, profesora de la Universidad Sciences-Po París, publicado por Karthala en julio de 2015.
Ratsiraka fue hospitalizado supuestamente para realizarse un examen rutinario, sin embargo falleció a los pocos días el 28 de marzo de 2021.